# Un soir au musée
Un soir au musée était une émission de télévision française diffusée sur France 5. Elle était présentée par Laurence Piquet.